# Linie, West Pomeranian Voivodeship
Linie [ˈliɲe] (tiếng Đức: Leine) là một ngôi làng thuộc khu hành chính của Gmina Bielice, thuộc hạt Pyrzyce, West Pomeranian Voivodeship, ở phía tây bắc Ba Lan. Nó nằm khoảng 3 kilômét (2 mi) phía đông nam Bielice, 11 km (7 mi) phía tây bắc Pyrzyce và 29 km (18 mi) về phía đông nam của thủ đô khu vực Szczecin.
Ngôi làng có dân số 510.